# Едуар Луј
Едуар Луј (фр. Édouard Louis; рођен као Еди Белгел 1992. године) је француски књижевник.

## Биографија
Одрастао је у малом месту на северу Француске - Аланкуру. Аланкур је и место дешавања његовог првог романа Готово је са Едијем Белгелом. У роману је описао своје детињство и дешавања у основној школи пошто се Едуар издвајао од остале деце. Отац му је радио у фабрици а мајка му је била незапослена.
Први је из своје породице који је похађао факултет. Ишао је на Вишу нормалну школа у Паризу 2011. године и похађао је Вишу школу напредних студија у социјалним наукама.
Године 2013. је Еди променио име и постао Едуар Луј. Хтео је на тај начин да раскрсти са прошлошћу и са недаћама из детињства.
Године 2014. је издао свој роман првенац - Готово је са Едијем Белгелом који је преведен на више од 20 језика. Ово је аутобиографски роман који говори о радничкој класи у Француској, о његовој хомосексуалности и како је средина осуђује. У Србији је роман издат 2018. године.
Следеће године је издао рад са филозофом Џофријем де Лагазнеријем Манифест за интелектуалну и политичку контраофанзиву.
Године 2016. је издао свој други аутобиографски роман Историја насиља. Причајући причу о силовању и покушају убиства на Бадње вече 2012, аутобиографски роман се усредсређује на цикличну и само-понављајућу природу насиља у друштву.
Године 2017, пишући чланак за Њујорк Тајмс, Луј је изјавио да је пораст популарности националистичких и десничарских политичара међу радничком класом и сиромашним бирачима у Француској резултат промене приоритета на левој страни.
У мају 2018. Луј је издао свој трећи роман, такође аутобиографски, Ко је убио мог оца, у којем он шири ову тему. Он истражује погоршање здравља његовог оца, који је тешко повређен у индустријској несрећи и додатну телесну штету коју претрпи као резултат политичких одлука које су смањиле његову финансијску подршку и натерале га да се врати на посао.

## Романи
- Готово је са Едијем Белгелом (2014)
- Историја насиља (2016)
- Ко је убио мог оца (2018)

## Награде
- Pierre Guénin награда против хомофобије и за борбу за равноправност у делу Готово је са Едијем Белгелом